# Faris Odeh
Faris Odeh (em árabe: فارس عودة, dezembro de 1985 – 8 de novembro de 2000 ) foi um  palestino morto pelas Forças de Defesa de Israel perto do posto de fronteira de Karni, na Faixa de Gaza, quando atirava pedras contra os tanques israelenses, no segundo mês da  Intifada de Al-Aqsa.
Uma foto de  Odeh, sozinho diante do tanque, com uma pedra na mão, foi tirada por um fotojornalista da Associated Press em 29  de outubro de 2000. Dez dias depois, em 8 de novembro, Odeh estava novamente  em Karni, atirando pedras contra os tanques, quando foi alvejado no pescoço pelas tropas israelenses. A imagem do menino tornou-se posteriormente  um ícone nos territórios palestinos ocupados e um símbolo da resistência contra a ocupação de Israel.